# 石橋正次
石橋 正次（いしばし しょうじ、1948年11月12日 - ）は、日本の俳優、歌手である。本名は石橋 正次（いしばし まさつぐ）。
大阪府大阪市東住吉区の出身で、大阪電気通信高校電子工業科を卒業し、ホリプロ、児山美栄事務所などを経て、HIDEKO事務所に所属する。

## 来歴
高校卒業後に上京し、1967年10月に新国劇へ入団して舞台俳優を志す。
1970年に藤田敏八監督から見出され、日活映画『非行少年 若者の砦』で主人公の少年役に起用される。1970年に、ボクシング劇画『あしたのジョー』の舞台と映画でともに主演し、コロムビアレコードから『あしたの俺は』で歌手デビューする。
1971年にNHK連続テレビ小説『繭子ひとり』で、主人公の繭子と生き別れた弟を演じた。
歌手としては『夜明けの停車場』が、オリジナルコンフィデンスのランキングで3週連続1位、1972年度年間ランキングで第11位となり49.3万枚を売り上げ、第23回紅白歌合戦に出場する。
テレビドラマでは学園ドラマの不良少年役、刑事ドラマの刑事役、映画では特撮、時代劇、ほかに舞台など広く活躍する名脇役で、映画では中川信夫監督の『怪異談 生きてゐる小平次』、テレビドラマでは『飛び出せ!青春』などで知られる。後年はおもに舞台俳優として活動する。

## 人物
- 脚本家の佐々木守と親交が深く、『アイアンキング』の出演を依頼された時は「佐々木守が脚本を書く」条件で承諾した。
- 俳優の佐々木剛と親交が深く、火事で重傷を負った佐々木の舞台復帰に関わる。
- 五男一女[4]を家庭菜園などで育んで『SWEET BABY』（主婦と生活社）と『子育て6人奮闘記』（日刊スポーツ）を記し、家庭問題のシンポジウムなどで発言している[4]。俳優の石橋正高は次男である。
- スキー[6]を趣味に、柔道[6]と殺陣[7]を特技とする。

## 出演

### テレビドラマ
- 妖術武芸帳 第12話「怪異冥界夢」（1969年、TBS）
- 紅い稲妻（1970年、フジテレビ）
- 大河ドラマ / 春の坂道（1971年、NHK総合） - 小早川秀秋
- 連続テレビ小説 / 繭子ひとり（1971年、NHK総合） - 加野克彦
- あたし頑張ってます（1971年、TBS） - 良平
- 打ち込め!青春（1971年、NET） - 塚原剛
- 帰ってきたウルトラマン（1971年、TBS・円谷プロ） - 松本三郎 
  - 第16話「大怪鳥テロチルスの謎」
  - 第17話「怪鳥テロチルス 東京大空爆」
- てるてる坊主（1971年、フジテレビ）
- 天皇の世紀（1971年、朝日放送） - 毛利元徳
- おれは男だ!（1971年 - 1972年、日本テレビ） - 岩田治
- 続・氷点（1971年 - 1972年・NET）
- 君たちは魚だ（1972年、朝日放送） - 安斎俊
- 忍法かげろう斬り 第13話「鷹・危機一髪!」（1972年、関西テレビ） - 竹中数馬
- 飛び出せ!青春（1972年 - 1973年、東宝・日本テレビ） - 高木勇作
- アイアンキング（1972年 - 1973年、TBS） - 主演・静弦太郎
- おこれ!男だ（1973年、日本テレビ） - 土方俊夫
- 夫婦日記 / あなたなぜ走るの?（1973年、日本テレビ） - 主演
- 東芝日曜劇場 / 歩いて歩いて（1973年、朝日放送） - 主演
- 父と母の子（1973年、日本テレビ）
- 新十郎捕物帖・快刀乱麻 第24話「生かすか殺すか母無烈人」（1973年、NET）
- たけくらべ（1973年、TBS）
- 天下堂々（1973年、NHK総合） - 虫のけら造
- 事件狩り（1974年、TBS） - 坂井秀夫
- ほうねんまんさく（1974年、フジテレビ）
- 東海道姉ちゃん仁義（1974年、フジテレビ）
- 非情のライセンス 第1シリーズ 第44話「兇悪の野良犬」（1974年、NET）
- 夜明けの刑事 第1話「女の悲鳴」 - 第42話「夫はポルノに殺された!」（1974年 - 1975年、TBS） - 池原雄介 刑事
- 俺たちの旅（1975年、ユニオン映画・日本テレビ） - 金井玉三郎（金蹴りの玉）
- 太陽にほえろ! 第175話「偶像」（1975年、東宝・NTV） - 山下章吾
- ちんどんどん（1975年、日本テレビ）
- あがり一丁!（1976年、日本テレビ)
- お菓子放浪記（1976年、TBS)
- 火曜日のあいつ（1976年、TBS）-水島辰也
- 赤い絆（1977年、TBS） - 野本真二
- 河内まんだら（1977年、NHK総合） - 秀夫
- 新・夜明けの刑事（1977年、TBS） - 池原雄介 刑事
- 愛の二章 炎の女（1978年、NHK総合）
- 新・座頭市 第2シリーズ 第9話「まわり燈籠」（1978年、勝プロ・フジテレビ）
- 姿三四郎（1978年、日本テレビ） - 檜垣源三郎
- 江戸の激斗（1979年、フジテレビ） - 久坂一
- 駆け込みビル7号室 第8話「標的を撃ち落せ! 恋の代償は高かった」（1979年、三船プロ・フジテレビ） - 石川
- 87分署シリーズ・裸の街（1980年、フジテレビ） - 春山行男
- ぼくとマリの時間旅行（1980年、NHK総合） - 戸田タツオ
- いのち燃ゆ（1981年、NHK総合） - 作次郎
- 気になる天使たち（1981年、フジテレビ） - 村山
- 噂の刑事トミーとマツ 第2シリーズ 第33話「トミマツの喜劇・ターザン拳」（1982年、大映テレビ・TBS）
- ザ・サスペンス / 特急さくら殺人事件（1982年、TBS） - 山本
- 銭形平次 第829話「ならず者の詩」（1982年、フジテレビ）
- 立花登・青春手控え 第9話「男の約束」（1982年、NHK総合）
- 時代劇スペシャル / 岡っ引きどぶ5 風車殺人事件（1983年、フジテレビ）
- 新・なにわの源蔵事件帳 第3話「蔵屋敷の怪事件」（1983年、NHK総合）
- 長七郎江戸日記（1984年、日本テレビ・ユニオン映画）
- 水戸黄門（C.A.L・TBS）
  - 第14部 第28話「悪乗り八兵衛若旦那・長浜」（1984年） - 清次郎
  - 第39部 第9話「猫だけが知っていた・伊万里」（2008年） - 嘉兵衛
  - 第43部 第12話「忠義に揺らぐ親子の絆・亀山」（2011年） - 花村喜左衛門
- 私は許さない（1984年、フジテレビ）
- 誇りの報酬（1985年、日本テレビ） - 水野修
- ヤヌスの鏡（1985年、フジテレビ） - 遠藤浩一
- おんな風林火山（1986年、TBS） - 跡部勝資
- 白虎隊（1986年、日本テレビ） - 桂小五郎
- 田原坂（1987年、日本テレビ） - 別府晋介
- プロゴルファー祈子（1987年、大映テレビ・フジテレビ） - 時田真介
- 女たちの百万石（1988年、NTV）
- 五稜郭（1988年、日本テレビ） - 山田顕義
- 続・イキのいい奴（1988年、NHK総合）
- 長七郎江戸日記 第2シリーズ（日本テレビ・ユニオン映画） - 小弥太
  - SP4「ふたり長七郎 京の舞」（1988年）
  - 第48話「お銀哀歌」（1989年）
  - SP5「長七郎、大奥まかり通る」（1989年）
- 水曜グランドロマン / 交通刑務所の朝（1989年、日本テレビ）
- スクールウォーズ2（1990年、TBS） - 清水登太
- 歴史みつけた / 成金物語（1990年、NHK総合）
- ドラマチック22 / 東京まゆつばCITY（1990年、TBS）
- あばれ八州御用旅 第1シリーズ 第6話「用心棒の目に涙 哀れ母子の絆」（1990年、テレビ東京） - 青江源七
- 悲運の幕臣・小栗上野介（1991年、NHK総合）
- 鬼平犯科帳 第3シリーズ 第2話「剣客」（1992年、フジテレビ） - 定八 ※劇中では定七
- 月曜・女のサスペンス 夏樹静子劇場 / 死ぬという女（1992年、テレビ東京）
- 徳川無頼帳（1992年、テレビ東京） - 左平次
- ララバイ刑事'93 第16話「衝撃の告白!! 連続強盗犯は花嫁の父」（1993年、テレビ朝日）
- 女たちの戦争（1995年、フジテレビ）
- 名奉行 遠山の金さん 第6シリーズ 第3話「遠山桜と御落胤」（1995年、テレビ朝日） - 伝八
- 火曜サスペンス劇場 / 小京都ミステリー19（1997年、日本テレビ） - 丸山警部
- WHO?（1997年、TBS） - 大福吉造
- あっとほーむ（2000年、TBS） - 森下治

時期不明作品
- わたくし物語（新潟総合テレビ）
- 映画みたいな恋したい / がんばれベアーズ（テレビ東京）

### バラエティ番組ほか
- ただ今ヒット中!（1972年、12Ch） - 司会

### 映画
- 非行少年 若者の砦（1970年、日活） - 主演・依田祐一
- あしたのジョー（1970年、日活=新国劇映画） - 主演・矢吹丈
- 望郷（1971年、松竹） - 鈴木清
- 夏の妹（1972年、創造社=ATG） - 大村鶴男
- 恋は放課後（1973年、松竹）
- 喜劇日本列島震度0（1973年、松竹） - 南
- 飛び出せ!青春（1973年、東宝・テアトルプロ）
- 赤ちょうちん（1974年、日活） - 幸枝の前の恋人
- トラック野郎 御意見無用（1975年、東映） - 友情出演
- はだしのゲン 涙の爆発（1977年、現代ぷろだくしょん=共同映画） - 吉田政二
- 雲霧仁左衛門（1978年、松竹・俳優座）
- ダイナマイトどんどん（1978年、東映） - 吹原
- 太陽の子 てだのふあ（1980年、日活=共同映画全国系列会議）
- 怪異談 生きてゐる小平次（1982年、磯田事務所=ATG） - 那古太九郎
- 帝都物語外伝（1995年、東宝）

### オリジナルビデオ
- あんこう（1991年、SHSプロジェクト）
- 難波金融伝・ミナミの帝王 非情のライセンス（2001年、ケイエスエス） - 内田

### 舞台
- あしたのジョー（1970年、東横劇場） - 主演・矢吹丈
- 宮本武蔵青春死闘編・龍虎血闘編（1971年、新橋演舞場） - 城太郎
- 会津士魂外伝・山本覚馬（1991年、前進座）
- 五木ひろし公演 / 喧嘩富士（1992年、松竹・新橋演舞場）
- 夢ある限り（1994年、新橋演舞場座長公演）
- 藤あや子公演（1996年）
- いじめ白書（1997年、サンシャイン劇場）
- さよならの約束（1998年、スペース・ゼロ）
- 伍代夏子公演（1998年 - 2000年）
- 春日和（1999年、江戸資料館）
- 水の華（1999年、かつらぎ総合文化会館大ホール）
- 杉良太郎公演 / 遠山の金さん〜江戸のわらじ唄〜（2001年、明治座）
- 大地の華（2003年、加茂商工会議所） - 若庄屋大岩金十郎
- 浅間山（2004年、池袋サンシャイン劇場） - 万次郎
- ゴッドブレスユー 夜回り先生 〜哀しみのHERO〜（2005年、全国青少年育成文化芸術協議会・劇団スケッチ座） - 主演・水谷修（夜回り先生）
- 侠客（2006年、浅草5656会館） - 会津の小鉄
- 返り花（2007年、日本橋三越劇場） - 太一
- 野鴨（2007年、シアター1010ミニシアター）
- シラノ・ド・ベルジュラック（2011年、池袋サンシャイン劇場）
- 王女メディア（2012年、世田谷パブリックシアター）
- スポットライト BACK STAGE STORY（2016年、築地本願寺ブディストホール）
- したたかなオンナ達（2018年、築地本願寺ブディストホール）
- スーパー歌舞伎Ⅱ 新版オグリ - 翁（2019年、新橋演舞場）
- 猿之助と愉快な仲間たち第一回公演 朗読劇「天切り松 闇語り〜闇の花道」（2022年2月6日東京・PARCO劇場、2月8日愛知県・穂の国とよはし芸術劇場PLAT主ホール、2月13日大阪府・森ノ宮ピロティホール[8]）
- 三月大歌舞伎「新・三国志」 - 黄忠（2022年歌舞伎座）
- 猿之助と愉快な仲間たち第二回公演「森の石 橋 松」（2022年、六本木トリコロールシアター）
- 市川猿之助奮闘歌舞伎公演（2023年5月3日 - 28日、明治座）[9]
  - 不死鳥よ 波濤を越えて ―平家物語異聞― - 景山高次 役

## ディスコグラフィ

### シングル
| #          | 発売日          | A/B面      | タイトル                   | 作詞         | 作曲         | 編曲       | 規格品番   |
| コロムビア | コロムビア      | コロムビア | コロムビア                 | コロムビア   | コロムビア   | コロムビア | コロムビア |
| ---------- | --------------- | ---------- | -------------------------- | ------------ | ------------ | ---------- | ---------- |
| 1          | 1970年 9月10日  | A面        | あしたの俺は…              | 白鳥朝詠     | 和田香苗     | 荒川康男   | SAS-1451   |
| 1          | 1970年 9月10日  | B面        | ある非行少年の手記         | 白鳥朝詠     | 和田香苗     | 荒川康男   | SAS-1451   |
| クラウン   |                 |            |                            |              |              |            |            |
| 2          | 1971年 10月     | A面        | 君とふたり                 | 中山大三郎   | 石黒ひろかつ | 馬飼野康二 | CW-1189    |
| 2          | 1971年 10月     | B面        | あなたはかわいい人だから   | 石黒ひろかつ | 石黒ひろかつ | 馬飼野康二 | CW-1189    |
| 3          | 1972年 1月25日  | A面        | 夜明けの停車場             | 丹古晴己     | 叶弦大       | 小山恭弘   | CW-1220    |
| 3          | 1972年 1月25日  | B面        | 今日という日を             | 丹古晴己     | 石黒ひろかつ | 小山恭弘   | CW-1220    |
| 4          | 1972年 6月1日   | A面        | 鉄橋をわたると涙がはじまる | 丹古晴己     | 叶弦大       | 小山恭弘   | CW-1255    |
| 4          | 1972年 6月1日   | B面        | ふたりの海辺               | 丹古晴己     | 叶弦大       | 小山恭弘   | CW-1255    |
| 5          | 1972年 9月2日   | A面        | 雪国へおいで               | 丹古晴己     | 叶弦大       | 小山恭弘   | CW-1270    |
| 5          | 1972年 9月2日   | B面        | 帰れないたび               | 丹古晴己     | 叶弦大       | 小山恭弘   | CW-1270    |
| 6          | 1973年 3月1日   | A面        | お嫁にもらおう             | 千家和也     | 叶弦大       | 水上卓也   | CW-1320    |
| 6          | 1973年 3月1日   | B面        | 妹とふたり                 | 千家和也     | 叶弦大       | 水上卓也   | CW-1320    |
| 7          | 1973年 7月1日   | A面        | 雨あがりの出発             | ちあき哲也   | 叶弦大       | 水上卓也   | CW-1350    |
| 7          | 1973年 7月1日   | B面        | 母の待つ故郷               | ちあき哲也   | 叶弦大       | 水上卓也   | CW-1350    |
| 8          | 1973年 11月25日 | A面        | 朝霧の晴れる前に           | 丹古晴己     | 叶弦大       | 小山恭弘   | CW-1393    |
| 8          | 1973年 11月25日 | B面        | 悲しみのかわくまで         | 丹古晴己     | 叶弦大       | 小杉仁三   | CW-1393    |
| 9          | 1974年 6月5日   | A面        | 夜霧                       | 丹古晴己     | 五堂新太郎   | 斉藤恒夫   | CW-1421    |
| 9          | 1974年 6月5日   | B面        | 顔に朝日がじゃまくさい     | のなか美紀   | 小山恭弘     | 小山恭弘   | CW-1421    |
| 10         | 1974年 8月      | A面        | 追跡                       | 米山正夫     | 米山正夫     | 小杉仁三   | CW-1439    |
| 10         | 1974年 8月      | B面        | 霧                         | 米山正夫     | 米山正夫     | 小杉仁三   | CW-1439    |
| 11         | 1974年 10月     | A面        | 夜明けの街                 | 星野哲郎     | 叶弦大       | 斉藤恒夫   | CW-1463    |
| 11         | 1974年 10月     | B面        | 季節のない街               | 星野哲郎     | 叶弦大       | 斉藤恒夫   | CW-1463    |
| 12         | 1975年 5月      | A面        | 明日 また逢おう            | 丹古晴己     | 叶弦大       | 斉藤恒夫   | CW-1488    |
| 12         | 1975年 5月      | B面        | 霧ふる海                   | 丹古晴己     | 叶弦大       | 青木望     | CW-1488    |
| 13         | 1975年 10月     | A面        | 千住大橋                   | 喜多條忠     | 叶弦大       | 萩田光雄   | CW-1526    |
| 13         | 1975年 10月     | B面        | おきざり                   | 喜多條忠     | 叶弦大       | 萩田光雄   | CW-1526    |
| 14         | 1976年 4月      | A面        | 歩道橋                     | 丹古晴己     | 叶弦大       | 小山恭弘   | CW-1562    |
| 14         | 1976年 4月      | B面        | ふたりの道                 | 丹古晴己     | 叶弦大       | 小山恭弘   | CW-1562    |
| 15         | 1976年 10月     | A面        | あいつ                     | 山川啓介     | 鏑木創       | 青木望     | CW-1585    |
| 15         | 1976年 10月     | B面        | 俺たちは明日               | 斉木由多可   | 青木望       | 青木望     | CW-1585    |
| 16         | 1976年 12月     | A面        | ユトリロ                   | 吉岡治       | 小林亜星     | 小笠原寛   | CW-1611    |
| 16         | 1976年 12月     | B面        | 夕陽よ急ぐな               | 吉岡治       | 小林亜星     | 小笠原寛   | CW-1611    |
| 17         | 1977年 5月      | A面        | 昨日にはもどれない         | 丹古晴己     | 叶弦大       | 馬飼野康二 | CW-1644    |
| 17         | 1977年 5月      | B面        | 三階D室                    | 山川啓介     | 叶弦大       | 馬飼野康二 | CW-1644    |
| 18         | 1978年 2月      | A面        | 夜明けの海岸線             | 丹古晴己     | 叶弦大       | 小山恭弘   | CW-1709    |
| 18         | 1978年 2月      | B面        | 俺の妹よ                   | 丹古晴己     | 叶弦大       | 小山恭弘   | CW-1709    |
| 19         | 1978年 7月      | A面        | あいつという女             | 千家和也     | 叶弦大       | 竜崎孝路   | CW-1756    |
| 19         | 1978年 7月      | B面        | おくり雨                   | 千家和也     | 叶弦大       | 竜崎孝路   | CW-1756    |

### コンパクト盤
1. 夜明けの停車場 他3曲 (1972年 クラウンLW-1320)
2. 鉄橋をわたると涙が始まる 他3曲 (1972年 同LW-1339)
3. 雪国へおいで 他3曲 (1972年 同LW-1363)
4. クラウンエース・ベスト4シリーズ 夜明けの停車場 他3曲 (不詳)
5. クラウンエース・ベスト4シリーズ 追跡 他3曲 (不詳 同LW-2023)

### アルバム
1. 石橋正次〜夜明けの停車場/鉄橋をわたると涙がはじまる〜 (1972年 クラウンGW-6085)
石橋正次―夜明けの停車場・鉄橋をわたると涙がはじまる (2006年8月2日 ダイキサウンドDAKDICR-2013)
2. 今日・ありがとう・明日…石橋正次オン・ステージ 国際劇場実況録音盤 (1972年 同GW-8105)
3. 石橋正次セカンド・アルバム 雨あがりの出発[注釈 1] (1973年 クラウンGW-6138)
石橋正次2―雨あがりの出発 (2006年8月2日 ダイキサウンドDAKDICR-2014)
4. 石橋正次ベスト・アルバム (1973年11月 同GW-1012)
5. 石橋正次ヒット・アルバム 夜霧・追跡 (1974年 クラウンGW-6162)
6. 石橋正次魅力のすべて(1974年 同GW-2053/4)
7. 石橋正次ベスト20 (1975年11月 同GWS-7)
8. 想い出のかけら 石橋正次オリジナル・アルバム (1978年 同GW-6213)
9. 石橋正次ゴールデン★ベスト (2004年9月17日 同CRCN-20319)
10. 夜明けの停車場 石橋正次ベスト (2018年1月10日 同CRCN-20444)

### タイアップ曲
| 年     | 楽曲          | タイアップ                               |
| ------ | ------------- | ---------------------------------------- |
| 1970年 | あしたの俺は… | 日活・新国劇映画「あしたのジョー」主題歌 |
| 1974年 | 夜霧          | TBS系テレビドラマ「事件狩り」主題歌      |
| 1974年 | 夜明けの街    | TBS系テレビドラマ「夜明けの刑事」主題歌  |

## NHK紅白歌合戦出場歴
| 年度/放送回              | 回 | 曲目           | 出演順 | 対戦相手   |
| ------------------------ | -- | -------------- | ------ | ---------- |
| 1972年 (昭和47年)/第23回 | 初 | 夜明けの停車場 | 06/23  | 由紀さおり |

注意点
出演順は「出演順/出場者数」で表す。

## 著書
- 子供6人父日記（別冊PHP）
- SWEET BABY（主婦と生活社）
- 子育て6人奮闘記（日刊スポーツ）